# Automobiles Gonfaronnaises Sportives
Automobiles Gonfaronnaises Sportives, conhecida apenas por AGS, foi uma equipe francesa de Fórmula 1 sediada em Gonfaron (município situado 40 km ao norte de Toulon). Esteve na categoria entre 1986 e 1991. Foi fundada em 1969 pelo mecânico Henri Julien, o qual seria chefe de equipe.
Depois que saiu da categoria em 1991, sobreviveu como uma escola de pilotagem em Le Luc, cidade próxima à sede da escuderia.

## O início

### 1986: estreia da AGS
Em 1986, a AGS, famosa por competir nas Fórmulas 2 e 3000 no final da década de 1970 e início dos anos 80, estreia na Fórmula 1, no GP da Itália, com apenas 7 mecânicos. Ivan Capelli, então com 23 anos, participa de 2 corridas com o AGS JH21, primeiro carro da equipe e equipado com motores Motori Moderni. Não terminou o citado GP da Itália e o GP de Portugal. O veterano francês Didier Pironi, em fase final de recuperação das lesões que sofrera no treino para o GP da Alemanha de 1982, testou pela equipe, mas não foi contratado. Visando a temporada seguinte, o time abre mão de participar das últimas 2 etapas do campeonato (México e Austrália).

### 1987: primeira temporada completa
A temporada de 1987 foi a primeira da AGS em tempo integral. Pascal Fabre, que representou o time na Fórmula 2 em 1982, foi o escolhido para conduzir o AGS JH22, que, na verdade, era um Renault RE40 modificado. Embora Fabre tivesse largado em 11 das 14 corridas em que esteve presente, não seguiu para as 2 últimas provas da temporada, sendo substituído pelo brasileiro Roberto Moreno, responsável por marcar o primeiro ponto da AGS no GP da Austrália, em virtude da desclassificação de Ayrton Senna.

### 1988: Moreno sai, entra Streiff
Embora Moreno tivesse garantido sua presença na temporada de 1988, a AGS sacou o brasileiro e colocou em seu lugar o francês Philippe Streiff, vindo da Tyrrell; além dele, a equipe ganha um patrocinador forte, o grupo empresarial Bouygues. Com carro novo, o AGS JH23, que tinha chassis de carbono e kevlar, o time ganha mais reforços. O chassi JH23 era mais fraco que seu antecessor, e a temporada foi um fracasso: nenhum ponto foi marcado e Streiff tornou-se o primeiro piloto no time de Gonfaron a fazer uma temporada completa na categoria.

### 1989: Tarquini se junta à AGS
Em 1989, a AGS, desta vez com o chassi JH24, contrata o italiano Gabriele Tarquini, que correria pela FIRST (equipe italiana que chegou a se inscrever, mas foi barrada pela FIA). Após ficar sem o patrocínio da Bouygues e perdido o engenheiro Christian Vanderpleyn para a Coloni, a escuderia entra numa crise financeira. Henri Julien é obrigado a vender sua parte na equipe e Cyril de Rouvre é contratado para ser o diretor-geral. Um segundo carro é construído para o alemão Joachim Winkelhock, que não se classificou para nenhuma das sete corridas em que foi inscrito e foi substituído por Yannick Dalmas em 9 provas (não conseguiu também passar na pré-classificação em nenhuma delas). Streiff continuaria na escuderia, mas o francês sofre um grave acidente durante testes no Rio de Janeiro e fica paraplégico. Para seu lugar, foi contratado o italiano Gabriele Tarquini, recém-dispensado pela Coloni. Mesmo com os problemas, Tarquini marcou 1 ponto ao chegar em 6º lugar no GP do México. Era a segunda e última vez que o time francês pontuou na categoria.

### 1990: a crise
Em crise, a AGS ganha mais um patrocinador: a grife Ted Lapidus. Michel Costa volta como desenhista e Hughes de Chaunac é contratado como novo diretor-esportivo, deixando o cargo após 2 meses. Com o AGS JH25, um carro melhor que o JH24, Tarquini e Dalmas pouco fizeram para melhorar o desempenho do time, que fecha a temporada sem pontuar com apenas quatro corridas participadas, apenas três terminadas em 1990 e as demais os pilotos não conseguiram passar da pré-classificação ou no grid de largada.

### 1991: despedida da AGS
Em 1991, a AGS tenta desesperadamente sair da grave crise financeira que passava. O JH26, projetado por Michel Costa, não saiu do papel, continuando com o JH25 (rebatizado como JH25-B), e a equipe é vendida para Patricio Cantù e Gabriele Raffanelli. Mas uma luz brilhava no fim do túnel com a contratação de Stefan Johansson, que também trabalhava na McLaren como piloto de testes. No entanto, após duas corridas, o veterano sueco deixa a equipe, e em seu lugar entra Fabrizio Barbazza. Porém, o italiano não conseguiu se classificar para nenhuma prova. Gabriele Tarquini ainda conquistou um 8º lugar nos GP dos Estados Unidos e deixa o time após não obter classificação para o GP de Portugal. Em seu lugar, veio outro francês, Olivier Grouillard, que não se classifica para o GP da Espanha. Depois disto, a AGS encerra sua participação na F-1.

## Pilotos
- Ivan Capelli - O milanês que estreou na F-1 quase no encerramento da temporada de 1985 pela Tyrrell, participou de duas provas pela equipe de Gonfaron em 1986 nos GPs de Itália e Portugal, abandonando em ambas.
- Pascal Fabre - Participou de uma temporada quase completa em 1987. O piloto francês falhou apenas três vezes por não conseguir vaga no grid, e acabou substituído por Roberto Moreno nos GPs do Japão e da Austrália.
- Roberto Pupo Moreno - O brasileiro correu as duas últimas provas na AGS em 1987: Japão e Austrália, marcando o primeiro ponto da equipe na categoria nesta, graças à desclassificação de Ayrton Senna por irregularidades em seu carro.
- Philippe Streiff - Contratado em 1988, o francês foi o primeiro piloto a terminar uma temporada completa e tendo o 8º lugar no GP do Japão como melhor resultado. Um grave acidente durante testes no circuito de Jacarepaguá em 1989 deixou-o paraplégico e encerrou sua carreira.
- Gabriele Tarquini - Foi o segundo piloto e último a pontuar pela equipe AGS em 1989, e o que participou de mais provas. Saiu da escuderia após falhar em tentar a classificação para o GP de Portugal em 1991.
- Joachim Winkelhock - O irmão mais novo de Manfred Winkelhock foi contratado para o lugar de Philippe Streiff em 1989, mas acabou fracassando ao não passar da pré-classificação em sete corridas em que foi inscrito.
- Yannick Dalmas - O piloto de Le Beausset, que havia começado a temporada de 1989 pela Larrousse, substituiu Joachim Winkelhock, mas também não passou da pré-classificação em nove provas.
- Stefan Johansson - Ex-piloto de Shadow, Spirit, Tyrrell, Toleman, Ferrari, McLaren, Ligier e Onyx, o sueco foi inscrito em duas corridas pela AGS em 1991 nos GPs dos Estados Unidos e do Brasil, mas não conseguiu vaga em ambas.
- Fabrizio Barbazza - O piloto da Lombardia tentou se classificar em 12 corridas em 1991, mas acabou não se classificando em seis e nas outras seis nem passou da pré.
- Olivier Grouillard - Ex-piloto de Ligier e Osella/Fondmetal, foi o último piloto inscrito na equipe de Gonfaron e tentou se classificar para o GP da Espanha em 1991, último da equipe. Não passou da pré-classificação.

## Classificação Completa da AGS
| 1991 | AGS Racing         | JH25      | Ford Cosworth DFR 3.5 V8       | Goodyear | Elf        | 17 | Gabriele Tarquini  | NC (31º) Tarquini (0 ponto) NC (43º) Barbazza - NC (44º) Johansson - NC (48º) Grouillard - | NC (15º lugar) nenhum ponto |
| 1991 | AGS Racing         | JH25      | Ford Cosworth DFR 3.5 V8       | Goodyear | Elf        | 18 | Stefan Johansson   | NC (31º) Tarquini (0 ponto) NC (43º) Barbazza - NC (44º) Johansson - NC (48º) Grouillard - | NC (15º lugar) nenhum ponto |
| 1991 | AGS Racing         | JH25      | Ford Cosworth DFR 3.5 V8       | Goodyear | Elf        | 18 | Fabrizio Barbazza  | NC (31º) Tarquini (0 ponto) NC (43º) Barbazza - NC (44º) Johansson - NC (48º) Grouillard - | NC (15º lugar) nenhum ponto |
| 1991 | AGS Racing         | JH25B     | Ford Cosworth DFR 3.5 V8       | Goodyear | Elf        | 17 | Gabriele Tarquini  | NC (31º) Tarquini (0 ponto) NC (43º) Barbazza - NC (44º) Johansson - NC (48º) Grouillard - | NC (15º lugar) nenhum ponto |
| 1991 | AGS Racing         | JH25B     | Ford Cosworth DFR 3.5 V8       | Goodyear | Elf        | 18 | Fabrizio Barbazza  | NC (31º) Tarquini (0 ponto) NC (43º) Barbazza - NC (44º) Johansson - NC (48º) Grouillard - | NC (15º lugar) nenhum ponto |
| 1991 | AGS Racing         | JH27      | Ford Cosworth DFR 3.5 V8       | Goodyear | Elf        | 17 | Gabriele Tarquini  | NC (31º) Tarquini (0 ponto) NC (43º) Barbazza - NC (44º) Johansson - NC (48º) Grouillard - | NC (15º lugar) nenhum ponto |
| 1991 | AGS Racing         | JH27      | Ford Cosworth DFR 3.5 V8       | Goodyear | Elf        | 17 | Olivier Grouillard | NC (31º) Tarquini (0 ponto) NC (43º) Barbazza - NC (44º) Johansson - NC (48º) Grouillard - | NC (15º lugar) nenhum ponto |
| 1991 | AGS Racing         | JH27      | Ford Cosworth DFR 3.5 V8       | Goodyear | Elf        | 18 | Fabrizio Barbazza  | NC (31º) Tarquini (0 ponto) NC (43º) Barbazza - NC (44º) Johansson - NC (48º) Grouillard - | NC (15º lugar) nenhum ponto |
| 1990 | AGS Racing         | JH24 JH25 | Ford Cosworth DFR V8           | Goodyear | Elf        | 17 | Gabriele Tarquini  | NC (25º) Dalmas (0 ponto) NC (32º) Tarquini (0 ponto)                                      | NC (14º lugar) nenhum ponto |
| 1990 | AGS Racing         | JH24 JH25 | Ford Cosworth DFR V8           | Goodyear | Elf        | 18 | Yannick Dalmas     | NC (25º) Dalmas (0 ponto) NC (32º) Tarquini (0 ponto)                                      | NC (14º lugar) nenhum ponto |
| 1989 | AGS Racing         | AGS JH23B | Ford Cosworth DFR V8           | Goodyear | Elf        | 40 | Gabriele Tarquini  | 27º Tarquini 1 ponto NC (49º) Dalmas - NC (52º) J. Winkelhock -                            | 15º lugar 1 ponto           |
| 1989 | AGS Racing         | AGS JH23B | Ford Cosworth DFR V8           | Goodyear | Elf        | 41 | Joachim Winkelhock | 27º Tarquini 1 ponto NC (49º) Dalmas - NC (52º) J. Winkelhock -                            | 15º lugar 1 ponto           |
| 1989 | AGS Racing         | AGS JH23B | Ford Cosworth DFR V8           | Goodyear | Elf        | 41 | Yannick Dalmas     | 27º Tarquini 1 ponto NC (49º) Dalmas - NC (52º) J. Winkelhock -                            | 15º lugar 1 ponto           |
| 1988 | AGS Racing         | JH23      | Ford Cosworth DFZ 3.5 V8       | Goodyear | Elf        | 14 | Philippe Streiff   | NC (21º) Streiff (0 ponto)                                                                 | NC (13º lugar) 0 ponto      |
| 1987 | Team El Charro AGS | JH22      | Ford Cosworth DFZ 3.5 V8       | Goodyear | Avgas Acto | 14 | Pascal Fabre       | 21º Moreno 1 ponto NC (25º) Fabre (0 ponto)                                                | 12º lugar 1 ponto           |
| 1987 | Team El Charro AGS | JH22      | Ford Cosworth DFZ 3.5 V8       | Goodyear | Avgas Acto | 14 | Roberto Moreno     | 21º Moreno 1 ponto NC (25º) Fabre (0 ponto)                                                | 12º lugar 1 ponto           |
| 1986 | Jolly Club SpA     | JH21C     | Motori Moderni 615-90 V6 Turbo | Pirelli  |            | 31 | Ivan Capelli       | NC (31º) Capelli 0 ponto                                                                   | NC (14º lugar) nenhum ponto |

## Todos os Resultados da AGS na Fórmula 1
(legenda)
| Ano  | Chassi | Motor                          | Pneus | Nº | Pilotos            | 1   | 2   | 3   | 4   | 5   | 6   | 7   | 8   | 9   | 10  | 11  | 12  | 13  | 14  | 15  | 16  | Pontos | Posição  |  |
| ---- | ------ | ------------------------------ | ----- | -- | ------------------ | --- | --- | --- | --- | --- | --- | --- | --- | --- | --- | --- | --- | --- | --- | --- | --- | ------ | -------- |  |
|      |        |                                |       |    |                    |     |     |     |     |     |     |     |     |     |     |     |     |     |     |     |     |        |          |  |
|      |        |                                |       |    |                    | USA | BRA | SMR | MON | CAN | MEX | FRA | GBR | GER | HUN | BEL | ITA | POR | ESP | JAP | AUS |        |          |  |
| 1991 | JH25   | Ford Cosworth DFR V8           | G     | 17 | Gabriele Tarquini  | 8   | Ret | NQ  | Ret | NPQ | NPQ |     |     |     |     |     |     |     |     |     |     | 0      | NC (15º) |  |
| 1991 | JH25   | Ford Cosworth DFR V8           | G     | 18 | Stefan Johansson   | NQ  | NQ  |     |     |     |     |     |     |     |     |     |     |     |     |     |     | 0      | NC (15º) |  |
| 1991 | JH25   | Ford Cosworth DFR V8           | G     | 18 | Fabrizio Barbazza  |     |     | NQ  | NQ  | NQ  | NQ  |     |     |     |     |     |     |     |     |     |     | 0      | NC (15º) |  |
| 1991 | JH25B  | Ford Cosworth DFR V8           | G     | 17 | Gabriele Tarquini  |     |     |     |     |     |     | NQ  | NQ  | NQ  | NPQ | NPQ |     |     |     |     |     | 0      | NC (15º) |  |
| 1991 | JH25B  | Ford Cosworth DFR V8           | G     | 18 | Fabrizio Barbazza  |     |     |     |     |     |     | NQ  | NQ  | NPQ | NPQ | NPQ |     |     |     |     |     | 0      | NC (15º) |  |
| 1991 | JH27   | Ford Cosworth DFR V8           | G     | 17 | Gabriele Tarquini  |     |     |     |     |     |     |     |     |     |     |     | NPQ | NQ  |     |     |     | 0      | NC (15º) |  |
| 1991 | JH27   | Ford Cosworth DFR V8           | G     | 17 | Olivier Grouillard |     |     |     |     |     |     |     |     |     |     |     |     |     | NPQ |     |     | 0      | NC (15º) |  |
| 1991 | JH27   | Ford Cosworth DFR V8           | G     | 18 | Fabrizio Barbazza  |     |     |     |     |     |     |     |     |     |     |     | NPQ | NPQ | NPQ |     |     | 0      | NC (15º) |  |
|      |        |                                |       |    |                    |     |     |     |     |     |     |     |     |     |     |     |     |     |     |     |     |        |          |  |
|      |        |                                |       |    |                    | USA | BRA | SMR | MON | CAN | MEX | FRA | GBR | GER | HUN | BEL | ITA | POR | ESP | JAP | AUS |        |          |  |
| 1990 | JH24   | Ford Cosworth DFR V8           | G     | 17 | Gabriele Tarquini  | NQ  | NQ  |     |     |     |     |     |     |     |     |     |     |     |     |     |     | 0      | NC (14º) |  |
| 1990 | JH24   | Ford Cosworth DFR V8           | G     | 18 | Yannick Dalmas     | NQ  | Ret |     |     |     |     |     |     |     |     |     |     |     |     |     |     | 0      | NC (14º) |  |
| 1990 | JH25   | Ford Cosworth DFR V8           | G     | 17 | Gabriele Tarquini  |     |     | NPQ | NPQ | NPQ | NPQ | NQ  | Ret | NPQ | 13  | NQ  | NQ  | NQ  | Ret | NQ  | Ret | 0      | NC (14º) |  |
| 1990 | JH25   | Ford Cosworth DFR V8           | G     | 18 | Yannick Dalmas     |     |     | NPQ | NPQ | NPQ | NPQ | 17  | NPQ | NQ  | NQ  | NQ  | NC  | Ret | 9   | NQ  | NQ  | 0      | NC (14º) |  |
|      |        |                                |       |    |                    |     |     |     |     |     |     |     |     |     |     |     |     |     |     |     |     |        |          |  |
|      |        |                                |       |    |                    | BRA | SMR | MON | MEX | USA | CAN | FRA | GBR | GER | HUN | BEL | ITA | POR | ESP | JAP | AUS |        |          |  |
| 1989 | JH23B  | Ford Cosworth DFR V8           | G     | 40 | Philippe Streiff   | Inj |     |     |     |     |     |     |     |     |     |     |     |     |     |     |     | 1      | 15º      |  |
| 1989 | JH23B  | Ford Cosworth DFR V8           | G     | 40 | Gabriele Tarquini  |     | 8   | Ret | 6   | 7   | Ret | Ret | NQ  | NPQ | NPQ | NPQ | NPQ | NPQ | NPQ | NPQ | NPQ | 1      | 15º      |  |
| 1989 | JH23B  | Ford Cosworth DFR V8           | G     | 41 | Joachim Winkelhock | NPQ | NPQ | NPQ | NPQ | NPQ | NPQ | NPQ |     |     |     |     |     |     |     |     |     | 1      | 15º      |  |
| 1989 | JH23B  | Ford Cosworth DFR V8           | G     | 41 | Yannick Dalmas     |     |     |     |     |     |     |     | NPQ | NPQ | NPQ | NPQ | NPQ | EXC | NPQ | NPQ | NPQ | 1      | 15º      |  |
|      |        |                                |       |    |                    |     |     |     |     |     |     |     |     |     |     |     |     |     |     |     |     |        |          |  |
|      |        |                                |       |    |                    | BRA | SMR | MON | MEX | CAN | USA | FRA | GBR | GER | HUN | BEL | ITA | POR | ESP | JAP | AUS |        |          |  |
| 1988 | JH23   | Ford Cosworth DFZ V8           | G     | 14 | Philippe Streiff   | Ret | 10  | Ret | 12  | Ret | Ret | Ret | Ret | Ret | Ret | 10  | Ret | 9   | Ret | 8   | 11  | 0      | NC (13º) |  |
|      |        |                                |       |    |                    |     |     |     |     |     |     |     |     |     |     |     |     |     |     |     |     |        |          |  |
|      |        |                                |       |    |                    | BRA | SMR | BEL | MON | USA | FRA | GBR | GER | HUN | AUT | ITA | POR | ESP | MEX | JAP | AUS |        |          |  |
| 1987 | JH22   | Ford Cosworth DFZ V8           | G     | 14 | Pascal Fabre       | 12  | 13  | 10  | 13  | 12  | 9   | 9   | Ret | 13  | NC  | NQ  | NQ  | Ret | NQ  |     |     | 1      | 12º      |  |
| 1987 | JH22   | Ford Cosworth DFZ V8           | G     | 14 | Roberto Moreno     |     |     |     |     |     |     |     |     |     |     |     |     |     |     | Ret | 6   | 1      | 12º      |  |
|      |        |                                |       |    |                    |     |     |     |     |     |     |     |     |     |     |     |     |     |     |     |     |        |          |  |
|      |        |                                |       |    |                    | BRA | ESP | SMR | MON | BEL | CAN | USA | FRA | GBR | GER | HUN | AUT | ITA | POR | MEX | AUS |        |          |  |
| 1986 | JH21C  | Motori Moderni 615-90 V6 Turbo | P     | 31 | Ivan Capelli       |     |     |     |     |     |     |     |     |     |     |     |     | Ret | Ret |     |     | 0      | NC (14º) |  |

## Links
- Especial sobre a AGS na Formula 1 - Portal Sports Zone